# Lucas Quintana
Lucas Ariel Quintana Rodríguez (2 gennaio 2005) è un calciatore paraguaiano, difensore del Cerro Porteño.

## Caratteristiche tecniche
È un difensore centrale.

## Carriera

### Club
Cresciuto nel settore giovanile del Cerro Porteño, ha debuttato in prima squadra il 29 gennaio 2023 nell'incontro di División Profesional pareggiato 1-1 contro lo Sportivo Ameliano; dopo aver concluso con 15 presenze in campionato la sua prima stagione, ne ha giocate ulteriori 7 nel 2024. Nel 2025, riconfermato in squadra per il terzo anno di fila, ha invece fatto il suo esordio in Coppa Libertadores.

### Nazionale
Nel 2025 ha partecipato al campionato sudamericano di categoria, nel quale ha giocato 9 partite e segnato un gol.

## Statistiche

### Presenze e reti nei club
Statistiche aggiornate al 23 gennaio 2025.
| Stagione        | Squadra         | Campionato      | Campionato | Campionato | Coppe nazionali | Coppe nazionali | Coppe nazionali | Coppe continentali | Coppe continentali | Coppe continentali | Altre coppe | Altre coppe | Altre coppe | Totale | Totale | Totale |
| Stagione        | Squadra         | Comp            | Pres       | Reti       | Comp            | Pres            | Reti            | Comp               | Pres               | Reti               | Comp        | Pres        | Reti        | Pres   | Reti   |        |
| --------------- | --------------- | --------------- | ---------- | ---------- | --------------- | --------------- | --------------- | ------------------ | ------------------ | ------------------ | ----------- | ----------- | ----------- | ------ | ------ | ------ |
| 2023            | Cerro Porteño   | PD              | 15         | 0          | CP              | 1               | 0               | CL                 | 0                  | 0                  | -           | -           | -           | 16     | 0      |        |
| 2024            | Cerro Porteño   | PD              | 7          | 0          | CP              | 1               | 0               | CL+CS              | 0                  | 0                  | -           | -           | -           | 8      | 0      |        |
| 2025            | Cerro Porteño   | PD              | 3          | 0          | CP              | 0               | 0               | CL                 | 2                  | 0                  | -           | -           | -           | 5      | 0      |        |
| Totale carriera | Totale carriera | Totale carriera | 25         | 0          |                 | 2               | 0               |                    | 2                  | 0                  |             | -           | -           | 29     | 0      |        |